# Real Grandeza
Grêmio Recreativo e Escola de Samba Real Grandeza é uma escola de samba da cidade de Juiz de Fora, no estado brasileiro de Minas Gerais.

## História
A Real Grandeza foi fundada em 31 de março de 1966, Era o então Bloco das Margaridas, um grupo de foliões dissidentes decidiu formar um bloco carnavalesco sem grandes responsabilidades competitivas e organizou um futebol à fantasia. Os foliões saíram pela cidade na base do “cada um por si, e seja o que Deus quiser”. 
Em 1967, a recém-empossada administração Itamar Franco não teve tempo para organizar o carnaval oficial do município. Sem titubear, 25 componentes da nova agremiação subiram a Rua Halfeld, exibindo suas fantasias nas cores azul, branco e vermelho, promovendo um bem humorado desfile informal. Estava criada mais uma opção de carnaval na cidade.
Em 1974 o bloco, que não desfilava desde 1969 retorna como Escola de Samba, ganhou o nome de Real Grandeza e seu primeiro desfile como escola de samba tem o antológio samba "O Circo" conduzindo o cortejo. 1977, com a organização dos grupos, perde para a Mocidade Independente do São Mateus, somente em 1979 consegue ser campeã no segundo grupo com o famoso "Adeus Avenida" e ganha o direito de desfilar em 1980 no primeiro grupo, ficando em quarto lugar na sua estreia cantando "Flicts", no ano seguinte é a campeã do primeiro grupo. A partir de então passou a figurar sempre entre as primeiras colocações no primeiro grupo e coleciona até 2017, sete títulos oficiais do carnaval da cidade no grupo e elite das escolas de samba. O Real Grandeza sempre apresentou-se com muito luxo e com muita ousadia, uma escola de samba que sempre esteve a frente das demais em termos de organização e desfiles competentes e organizados. Figuraram como carnavalescos da escola ilustres artistas como Aloisio Costa, Waltencir Barbosa, Camaragibe, Julio Meurer, Marcos Conegundes, Diomario de Deus e Rafael Condé Fábio Esteves.

## Segmentos

### Presidentes
| Nome                 | Mandato        | Ref.  |
| -------------------- | -------------- | ----- |
| Luiz Carlos (Masson) | ? - atualidade | [ 3 ] |

### Diretores
| Ano  | Carnavalesco  | Diretor geral de harmonia | Mestre de bateria                                                                       | Ref.  |
| ---- | ------------- | ------------------------- | --------------------------------------------------------------------------------------- | ----- |
| 2023 | Fábio Esteves | Goiaba                    | Junior Silva, Cristiano da Conceição, Gilso Pires, Raquel Pires, Gerson Cristian e Eder | [ 3 ] |
| 2016 |               |                           |                                                                                         |       |

Bateria
| Ano  | Nome:                            | Mestre: | Diretores:                             | Diretor Geral: | Nota: |
| 2023 | Toque de Mestres, Pegada de Cria | Júnior  | Raquel,Gilson,Alexandre Gerson e Éder  | Cristiano      | 10    |
| 2024 | Toque de Mestres, Pegada de Cria | Júnior  | Raquel, Gilson,Alexandre Gerson e Éder | Cristiano      |       |
| ---- | -------------------------------- | ------- | -------------------------------------- | -------------- | ----- |

### Coreógrafo
| Ano  | Nome | Ref. |
| ---- | ---- | ---- |
| 2016 |      |      |

### Casal de Mestre-sala e Porta-bandeira
| Ano  | Ref.  | Nome                              |  |
| ---- | ----- | --------------------------------- |  |
| 2023 | [ 3 ] | Guilherme Bergatti e Mayara Mello |  |
| 2016 |       |                                   |  |

RAINHA DE BATERIA
| Ano  | Ref. | Nome         |
| 2024 | [1]  | Ariele Souza |